# Louise Abbémová
Louise Abbémová nepřechýleně Abbéma (30. října 1853 Étampes – 10. července 1927 Paříž) byla francouzská malířka a sochařka období impresionismu a Belle Époque.
Od mládí projevovala umělecké nadání. V roce 1873 odešla do Paříže, kde byli jejími učiteli Charles Joshua Chaplin, Carolus-Duran a Jean-Jacques Henner. V letech 1874 debutovala obrazem své matky na Pařížském salonu, kde pak pravidelně vystavovala až do roku 1926. Významného uznání došla v roce 1876, kdy namalovala v životní velikosti Sarah Bernhardtovou. Mezi její další slavné podobizny patří Jeanne Samaryová (1879) a Ferdinand de Lesseps (1884). Od roku 1881 se specializovala na olejomalbu a akvarel. Mnoho jejích děl vykazuje vliv chinoiserie a japonismu i soudobých impresionistických mistrů (například Édouarda Maneta).

## Galerie

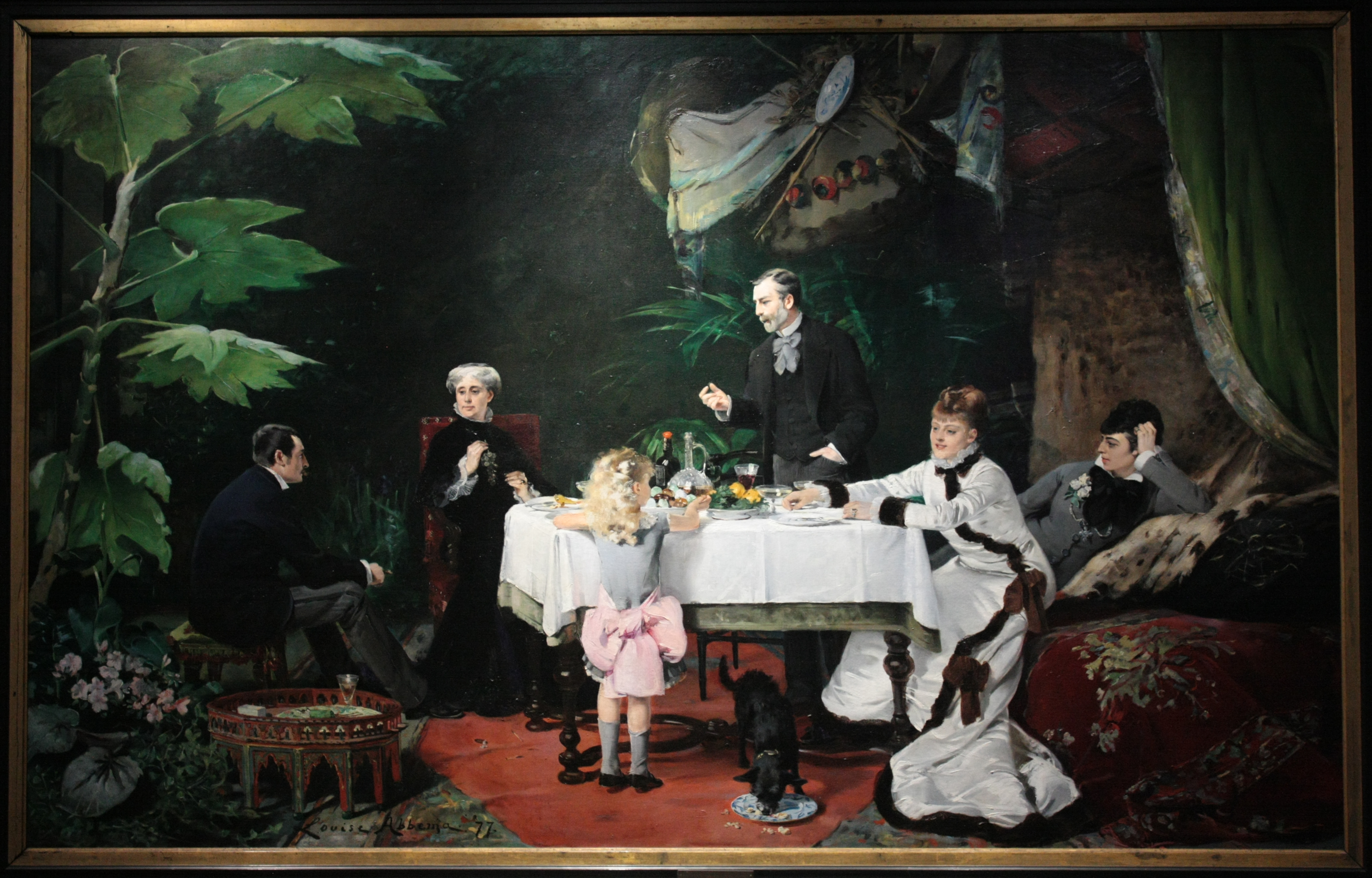
Oběd ve skleníku (1877)
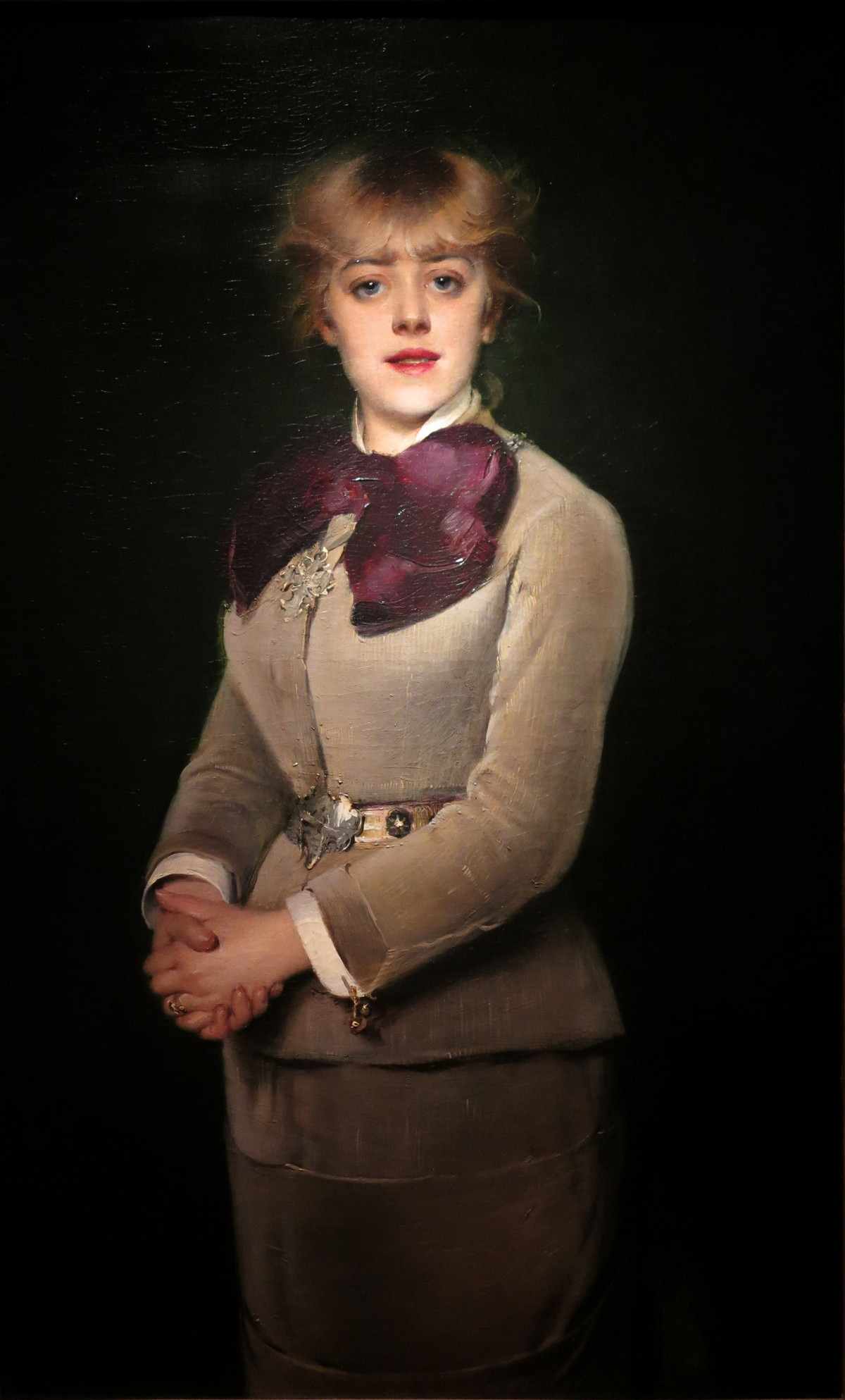
Portrét Jeanne Samary (1879)
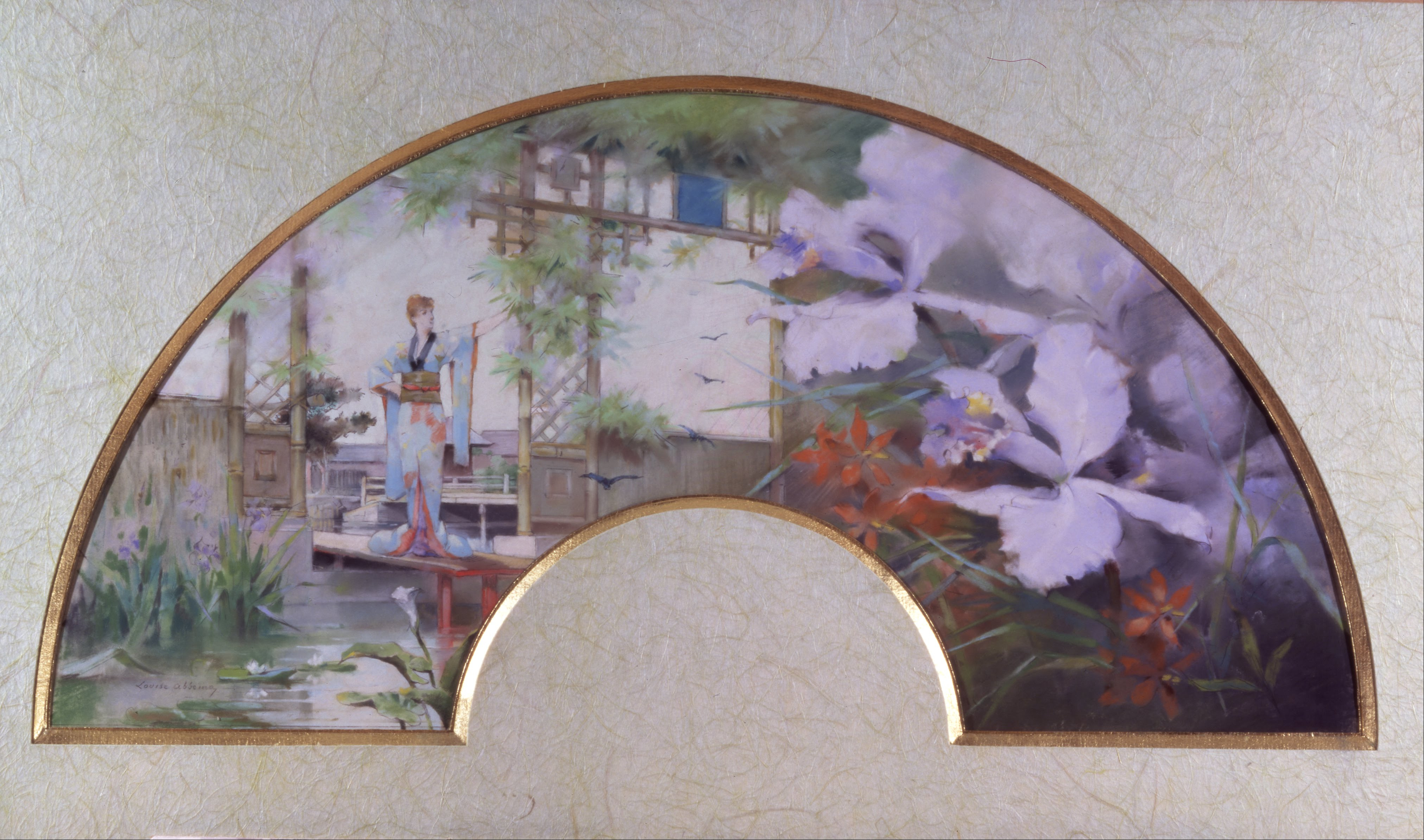
Sarah Bernhardt v japonské zahradě (1885)
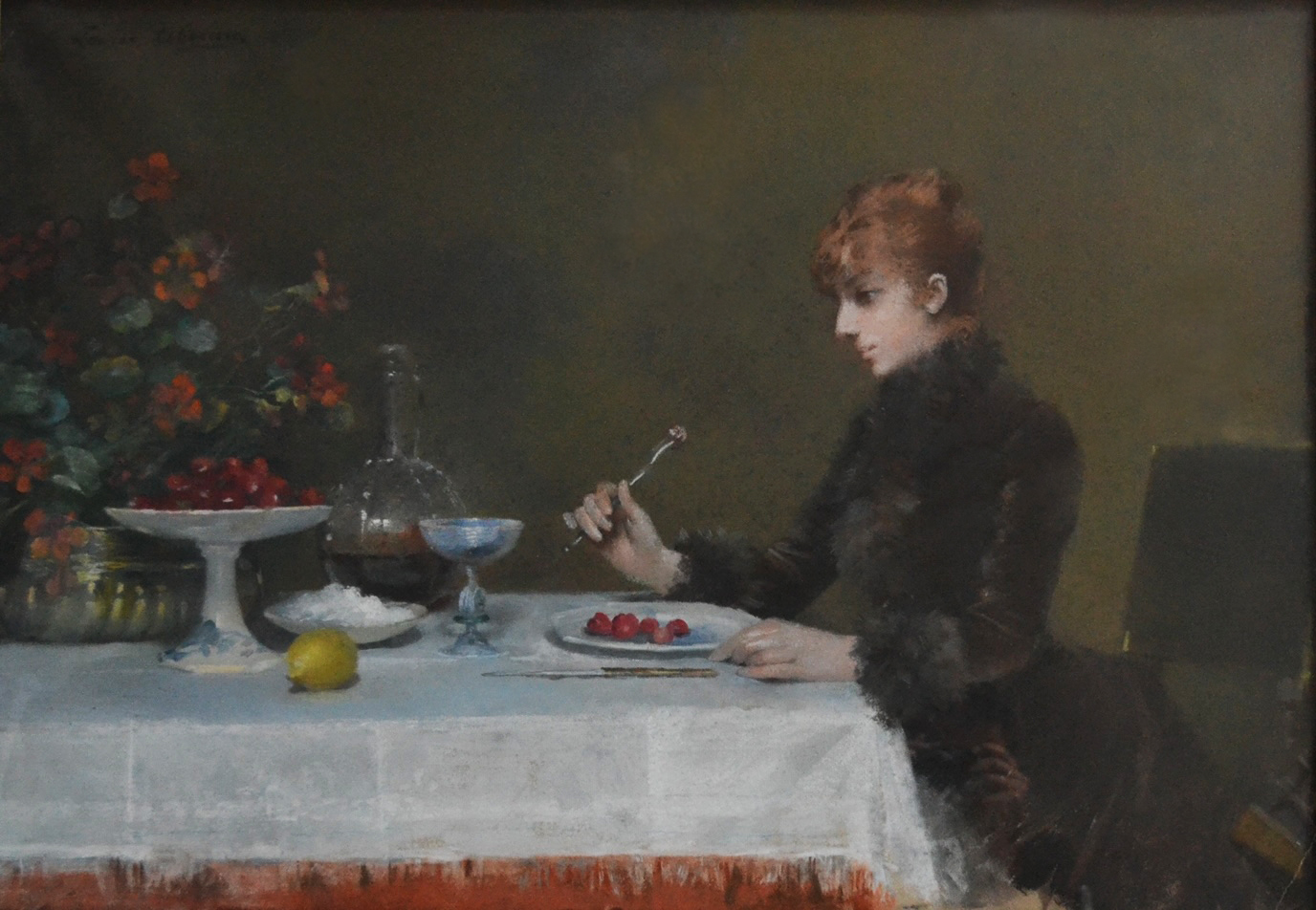
Sarah Bernhardt u stolu (kolem 1885)
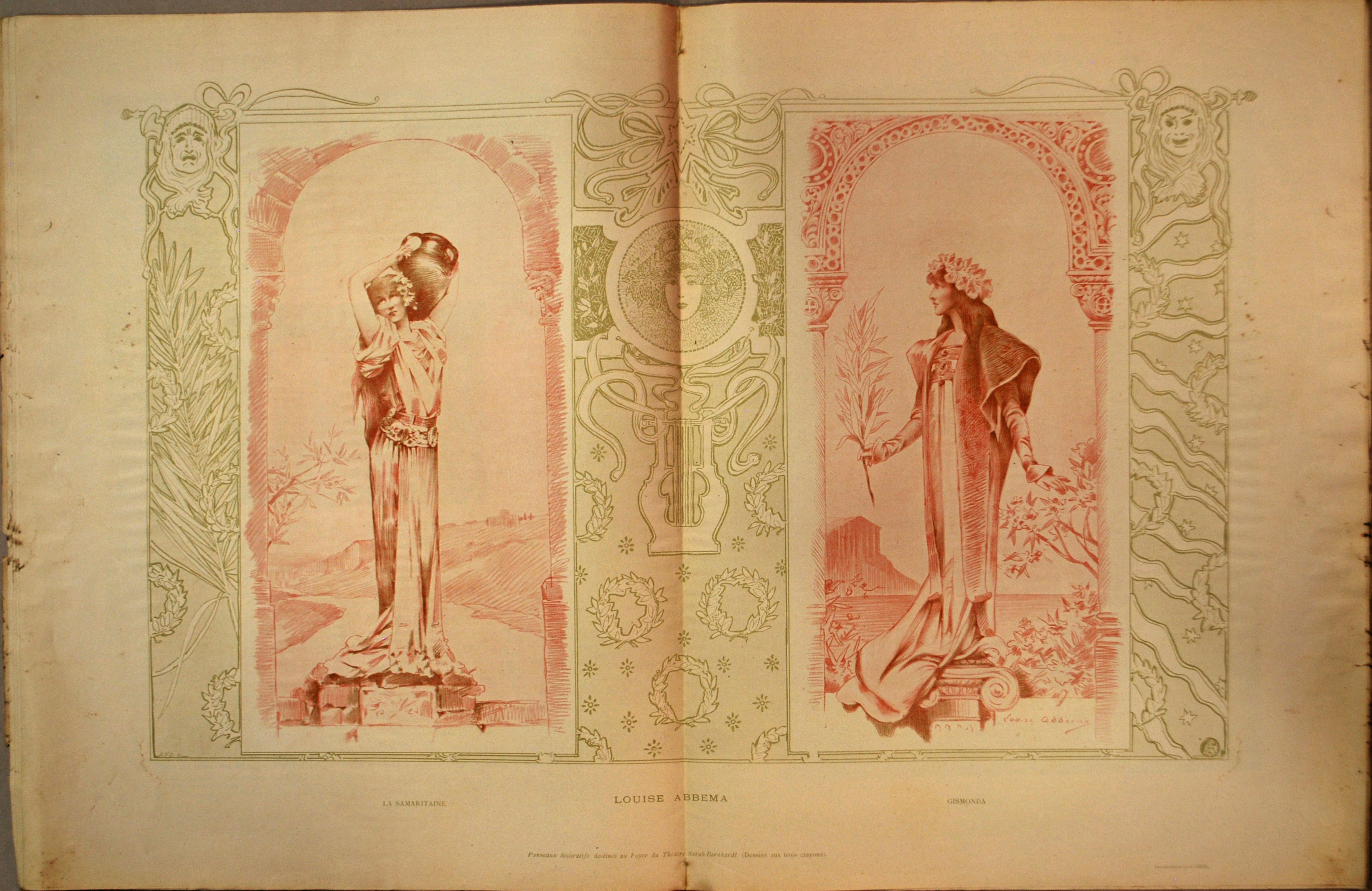
Panely ve foyer Divadla Sarah Bernhardt: La Samaritaine, Gismonda (1899)
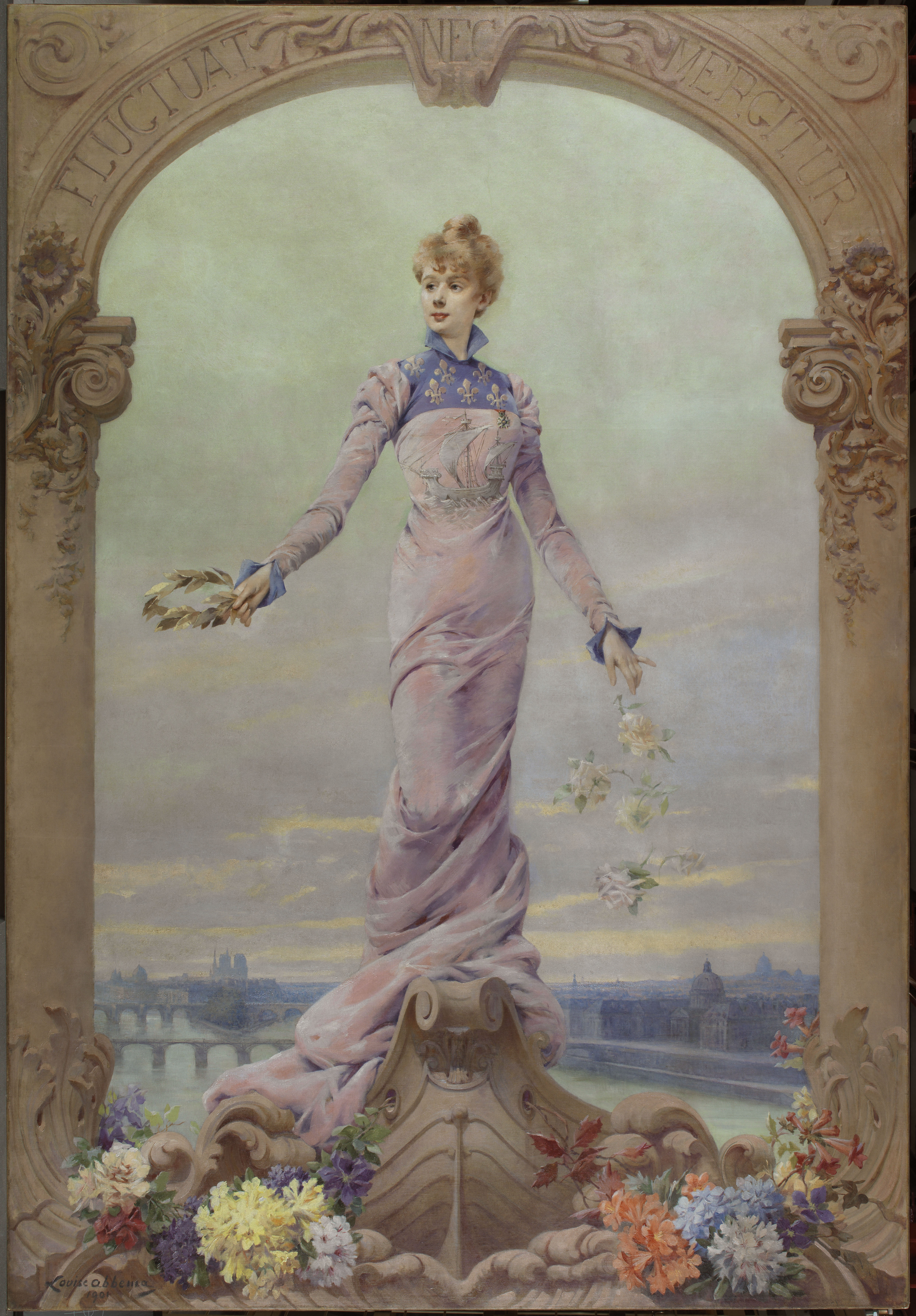
Alegorie města Paříže (1901)